# روجر غوردون ستراند
روجر غوردون ستراند (بالإنجليزية: Roger Gordon Strand)‏ هو قاضي ومحامي وضابط أمريكي، ولد في 28 أبريل 1934 في بيكسكيل في الولايات المتحدة، وتوفي في 7 سبتمبر 2017 في فينيكس في الولايات المتحدة.